# 小川流
小川流（おがわりゅう）とは、江戸時代末期に、京都の小川可進（初代 小川後楽）(1786～1855)が開いた煎茶道の流派である。家元は代々、可進の号であった「後楽」を襲名する。 小川可進は荻野台州に医を学んで御典医をつとめたが、若いころから煎茶への関心が強く、五十歳で医業を廃して煎茶家に転じた。 
日本での喫茶の歴史は古く、煎茶は文人墨客の余技として古くから親しまれてきたが、流祖小川可進は茶の真味に基づき「茶は渇を止むるに非ず、喫するなり」と主張し、もと医者であった持ち味を生かして、衛生的かつ合理的な独自の煎茶法をあみ出した。宇治を代表とする日本の茶葉に適した、日本的な煎法や新しい茶器の創案で、煎茶の世界を一新したのは、この小川可進であった。すでに述べてきたように、日本での喫茶の歴史は古く、また煎茶も当時相当広く行なわれていたが、四季の移り変わりといった自然界の諸条件や茶の本質的な究明に基づく独特の煎法の創造は、日本では可進によって初めて世に問われたものである。当時、茶器や書画骨董を誇示する傾向に堕しかかっていた煎茶の世界に対し、小川可進は茶葉の性質を知り、その味を引き出すための合理的な手順を追求した煎法を定め、小川流を開いた。「煎茶の法有る、実に翁を以て嚆矢と為す」といわれ、茶具の選択・配列そして手順など、それまで一定の煎法に法則をもたらした。しかしその法則というものも｢茶には法あって式なし、式はその法中にあり」(『喫茶弁』）といわれたように、いたずらに形式にこだわるものではなく、茶の本来の真味をひきだすための、必然的な手順の積み重ねから成り立っている｡今でいう科学的な観察に基づいて、四季十二節の気象条件を考慮し、また医者の立場からの衛生的な配慮も当時としては、ずいぶん革新的なものであった。原理にかない、しかも風雅な煎法には多くの京洛の貴紳も関心を寄せ、幕末においては、近衛忠煕や一条忠香らをはじめとする京都の公家や文人らにも愛好された。第二次世界大戦後、6代目・小川後楽は、畳に座らず椅子と机を用いる立礼での手前を考案した。